# 航空会社の一覧
航空会社の一覧（こうくうがいしゃのいちらん）は、現在、定期路線運航している世界の航空会社の一覧。
ウィキペディア内に記事がある航空会社の大陸別・国別一覧はCategory:大陸別の航空会社を参照。

## アジア

### 日本

#### JALグループ
- 日本航空（JAL）
  - ジェイエア（JLJ）
  - 日本エアコミューター（JAC）
  - 北海道エアシステム（NTH）
  - 日本トランスオーシャン航空（JTA）
    - 琉球エアーコミューター（RAC）

  - ZIPAIR Tokyo （TZP）
  - スプリング・ジャパン（SJO）
  - ジェットスター・ジャパン（JJP）

#### ANAグループ
- 全日本空輸（ANA）
  - ANAウイングス（AKX）
  - AirJapan / エアージャパン（AJX）
  - Peach Aviation（APJ）

#### その他の旅客航空会社
- スカイマーク（SKY）
- エア・ドゥ（ADO）
- ソラシドエア（SNJ）
- スターフライヤー（SFJ）
- フジドリームエアラインズ（FDA）
- アイベックスエアラインズ（IBX）
- 天草エアライン（AHX）
- トキエア（TOK）
- オリエンタルエアブリッジ（ORC）
- 新中央航空（CUK）
- 新日本航空（NJA）
- 第一航空（DAK）
- 東邦航空（THK）

#### 貨物航空会社
- 日本貨物航空（NCA）

### 中華人民共和国
- 中国国際航空（CA）
  - 深圳航空（ZH）
    - 昆明航空（KY）

  - 山東航空（SC）
  - 大連航空（CA）
  - 中国国際貨運航空（CA）
  - 中国国際航空公司内蒙古分公司（英語版）
- 中国東方航空（MU）
  - 上海航空（FM）
  - 中国聯合航空（KN）
  - 中国貨運航空（CK）
- 中国南方航空（CZ）
  - 廈門航空（MF）
    - 河北航空（NS）
    - 江西航空（英語版）（RY）

  - 重慶航空（OQ）
- 海南航空（HU）
  - 天津航空（GS）
    - 北部湾航空（GX）

  - 長安航空（9H）
  - 雲南祥鵬航空（8L）
  - 北京首都航空（JD）
  - 金鵬航空（Y8）
  - 西部航空（PN）
  - ウルムチ航空（UQ）
  - 福州航空（英語版）（FU）
  - 天津貨運航空（英語版）（HT）
- 四川航空（3U）
  - 成都航空（EU）
- 吉祥航空（HO）
  - 九元航空（AQ）
- 春秋航空（9C）
- 奥凱航空（BK）
- 深圳東海航空（DZ）
- 長竜航空（GJ）
- 青島航空（QW）
- チベット航空（TV）
- 華夏航空（G5）
- 幸福航空（JR）
- ジンギスカン航空（9D）
- 竜江航空（英語版）（LT）
- 桂林航空（英語版）（GT）
- 湖南航空（英語版）（A6）
- 瑞麗航空（DR）
- 多彩貴州航空（英語版）（GY）
- 順豊航空（O3）
- 中国郵政航空（CF）
- YTOカーゴ・エアラインズ（YG）
- 広東龍浩航空（英語版）（GI）
- 中州航空（I9）
- 西北国際貨物（CO）
- 江蘇京東貨運航空（JDL）

### 香港
- キャセイパシフィック航空（CX）
  - キャセイカーゴ（CX）
  - エア・ホンコン（LD）
  - 香港エクスプレス航空（UO）
- 香港航空（HX）
- グレーターベイ航空（HB）
- ジェットスター香港

### マカオ
- マカオ航空（NX）
- スカイシャトル（英語版）

### 中華民国（台湾）
- チャイナエアライン（中華航空）（CI）
  - マンダリン航空（華信航空）（AE）
  - タイガーエア台湾（臺灣虎航）（IT）
  - チャイナエアライン・カーゴ（CI）
- エバー航空（長榮航空）（BR）
  - ユニー航空（立榮航空）（B7）
  - エバーカーゴ（BR）
- スターラックス航空（星宇航空）（JX）
- 徳安航空（DA）

### 韓国
- 大韓航空（KE）
  - ジンエアー（LJ）
  - 大韓航空カーゴ（KE）
- アシアナ航空（OZ）
  - エアプサン（BX）
  - エアソウル（RS）
  - アシアナカーゴ（OZ）
- チェジュ航空（7C）
  - チェジュ航空カーゴ
- イースター航空（ZE）
- ティーウェイ航空（TW）
- エアプレミア（YP）
- エアロK（RF）
- エアインチョン（KJ）

### 北朝鮮
- 高麗航空（JS）

### モンゴル
- MIATモンゴル航空（OM）
  - MIATカーゴ
- フンヌ・エア（MR）
- エズニス航空（ZY）
- アエロ・モンゴリア（M0）

### ベトナム
- ベトナム航空（VN）
  - パシフィック航空（BL）
- ベトジェットエア（VJ）
- バンブー・エアウェイズ（QH）
- ビエトラベル航空（VU）
- ハイアウ航空（HAI）

### タイ
- タイ国際航空（TG）
  - ノックエア（DD）
- バンコク・エアウェイズ（PG）
- タイ・エアアジア（FD）　　　　　　　　　　　　　　　　　　　　　　　　　　　　　　　
  - タイ・エアアジア X（XJ）
- タイ・ライオン・エア（SL）
- タイ・ベトジェットエア（VZ）
- Kマイル・エア（英語版）（8K）

### マレーシア
- マレーシア航空（MH）
  - MASWings（MH）
  - ファイアフライ（FY）
  - マレーシア航空カーゴ（MH）
- エアアジア（AK）
  - エアアジア X（D7）
- バティック・エア・マレーシア（OD）
- ラヤ航空（TH）
- ワールド・カーゴ・エアラインズ（英語版）
- マイ・ジェット・エクスプレス・エアラインズ（スペイン語版）（N7）

### シンガポール
- シンガポール航空（SQ）
  - シンガポール航空カーゴ（SQ）
  - スクート（TZ）
- ジェットスター・アジア航空（3K）

### ブルネイ
- ロイヤルブルネイ航空（BI）

### フィリピン
- フィリピン航空（PR）
  - PAL エクスプレス（2P）
- セブパシフィック航空（5J）
  - セブゴー（DG）
  - セブパシフィック・カーゴ（5J）
- エアアジア・フィリピン（Z2）
- エア・スイフト（英語版）（T6）
- ロイヤル・エア・フィリピン（英語版）（RW）
- スカイ・パサダ（英語版）（SP）
- サンライト・エア（英語版）
- SEAIRインターナショナル（英語版）（XO）
- PSIエア2007（CM）

### インドネシア
- ガルーダ・インドネシア航空（GA）
  - シティリンク（QG）
- ライオン・エア（JT）
  - バティック・エア（ID）
  - スーパーエアジェット（IU）
  - ウイングス・エア（英語版）（IW）
- スリウィジャヤ航空（SJ）
  - NAMエア（IN）
- インドネシア・エアアジア（QZ）
  - インドネシア・エアアジア X（XT）
- トリガナ航空（IL）
- スシ・エアー（英語版）（SI）
- ペリタ・エア（英語版）（6D）
- トランスヌサ航空（英語版）（8B）

- カルディグ・エア（英語版）（8F）
- アジア・カーゴ・エアライン（英語版）（GY）
- マイ・インド・エアラインズ（英語版）（2Y）
- リンブン・エア（RI）
- RGAブラック・ストーン・エアラインズ（RGA）
- エクスプレス・カーゴ・エアラインズ

### 東ティモール
- アエロ・ディリ（英語版）（8G）
- ZEESM・ティモール・レステ

### ラオス
- ラオス国営航空（QV）
- ラオ・スカイウェイ（LK）
- ラーンサーン航空（LXW）

### カンボジア
- カンボジア・エアウェイズ（KR）
- スカイ・アンコール航空（ZA）
- カンボジア・アンコール航空（K6）
- エアアジア・カンボジア（KT）

### ミャンマー
- ミャンマー・ナショナル航空（UB）
- ミャンマー国際航空（8M）
- エア KBZ（K7）
- エア・サルウィン（ST）
- マン・ヤダナルポン航空（英語版）（7Y）

### インド
- エア・インディア（AI）
  - エア・インディア・エクスプレス（IX）
  - アライアンス・エア（英語版）（9I）
- IndiGo（6E）
  - IndiGo CarGo
- スパイスジェット（SG）
  - スパイスエクスプレス
- アカサ・エア（英語版）（QP）
- インディアワン・エア（英語版）（I7）
- スター・エアー（英語版）（OG）
- フライビッグ（英語版）（S9）
- フライ91（英語版）（IC）
- エア・ヘリテージ（英語版）（4H）
- パワン・ハンス（英語版）（PHE）
- エアコネクト（英語版）
- メヘア航空
- ヘリヤトラ
- ブルーダート・アヴィエーション（英語版）（BZ）
- クイックジェット・カーゴ（英語版）（QO）
- プラドハーン・エア・エクスプレス（英語版）（6P）

### スリランカ
- スリランカ航空（UL）
- シナモン・エア（C7）
- フィッツ・エア（8D）

### モルディブ
- モルディビアン航空（Q2）
- ビヨンド（英語版）（B4）
- マンタエア（英語版）（NR）
- ヴィラエア（英語版）（VP）

### ネパール
- ネパール航空（RA）
- ブッダ・エアー（U4）
- イエティ航空（YT）
  - タラ・エア（TB）
  - ヒマラヤ・エアラインズ（英語版）（H9）
- シーター・エア（ST）
- サユラ・エアラインズ（英語版）（S1）
- シェリー・エアラインズ（英語版）（N9）
- サミット・エア（英語版）（SMA）

### ブータン
- ドゥルク・エア（KB）
- ブータン・エアラインズ（B3）

### バングラデシュ
- ビーマン・バングラデシュ航空（BG）
- USバングラ航空（BS）
- エア・アストラ（英語版）（2A）
- ノヴォエア（英語版）（VQ）
- スカイエア（英語版）（S8）
- ビスミラー航空（英語版）（BH）
- ハロー・エアラインズ（英語版）（H3）
- イージー・フライ・エクスプレス（英語版）（8E）

### パキスタン
- パキスタン国際航空（PK）
- エアブルー（PA）
- セレーンエア（英語版）（ER）
- エアシアル（英語版）（PF）
- フライ・ジンナー（英語版）（9P）

### アフガニスタン
- アリアナ・アフガン航空（FG）
- カーム航空（RQ）

### カザフスタン
- エア・アスタナ（KC）
  - フライアリスタン（KC）
- SCAT航空（DV）
  - ハイスカイ
  - サンデー・エアラインズ（英語版）（DV）
- カザク・エア（英語版）（IQ）
- ゼティス航空（英語版）（JTU）

### ウズベキスタン
- ウズベキスタン航空（HY）
  - ウズベキスタン航空カーゴ
- カノット・シャーク航空（HH）
- パノラマ・エアウェイズ（英語版）（5P）
- セントラム・エア（英語版）（C6）
- シルクアビア（US）
- エア・サマルカンド（C7）

### トルクメニスタン
- トルクメニスタン航空（T5）
  - トルクメニスタン航空カーゴ

### キルギス
- アヴィア・トラフィック・カンパニー（YK）
  - スカイ・フル（KGZ）
- アエロ・ノマド（英語版）（KA）
- タズジェット・エア（英語版）（TEZ）

### タジキスタン
- サモンエア（4J）

### イラン
- イラン航空（IR）
  - イランカーゴ（IR）
- マーハーン航空（W5）
- イラン・アーセマーン航空（EP）
- イランエアツアーズ（B9）
- アタ航空（英語版）（I3）
- カルン航空（英語版）（NV）
- カスピアン航空（RV）
- キーシュ航空（W5）
- ケシム航空（英語版）（QB）
- ザグロス航空（英語版）（ZO）
- サーハー航空（IRZ）
- ターバーン航空（HH）
- チャーバハール航空（英語版）（IRU）
- フライ・ペルシャ（英語版）（FP）
- メラジ航空（英語版）（JI）
- パース・エア（英語版）（PR）
- セぺフラン航空（英語版）（IS）
- ポウヤ・エア（英語版）（PYA）
- バレシュ・エアラインズ（英語版）（VRH）
- ヤズド・エアウェイズ（DZD）

### イラク
- イラク航空（IA）
- フライ・バグダッド（英語版）（IF）
- フライ・アルビール（英語版）（HW）
- URエアラインズ（英語版）（UD）

### シリア
- シリア・アラブ航空（RB）
- シャーム・ウィングス航空（6Q）

### ヨルダン
- ロイヤル・ヨルダン航空（RJ）
  - ロイヤル・ヨルダンカーゴ
- ヨルダン・アビエーション（R5）

### レバノン
- ミドル・イースト航空（MEM）

### イスラエル
- エル・アル航空（LY）
- アルキア・イスラエル航空（IZ）
- イズレール航空（6H）
- CALカーゴ・エアラインズ（英語版）（5C）

### アラブ首長国連邦
- エミレーツ航空（EK）
  - フライドバイ（FZ）
  - エミレーツ・スカイカーゴ（EK）
- エティハド航空（EY）
  - エティハド航空カーゴ（EY）
- エア・アラビア（G9）
- ウィズエア・アブダビ（英語版）（5W）

### カタール
- カタール航空（QR）
  - カタール航空カーゴ（QR）

### バーレーン
- ガルフ・エア（GF）
- DHL International Aviation ME（ES）
- テクセル・エア（英語版）（XLR）

### クウェート
- クウェート航空（KU）
- ジャジーラ航空（J9）

### サウジアラビア
- サウディア（SV）
  - フライアディール（英語版）（F3）
  - サウディアカーゴ（SV）
- フライナス（XY）
- リヤドエア

### イエメン
- イエメニア（IY）

### オマーン
- オマーン・エア（WY）
  - オマーン・エアカーゴ
- サラムエア（OV）

### トルコ
- ターキッシュ エアラインズ（TK）
  - サンエクスプレス（XQ）
  - Aジェット（英語版）
  - ターキッシュ・カーゴ（TK）
- ペガサス航空（PC）
- コレンドン航空（英語版）（7H）
- サウスウィンド航空（英語版）（2H）
- フリーバード航空（FH）
- ACT航空（9T）
- MNG航空（MB）
- ULSエアラインズ・カーゴ（英語版）（GO）

### キプロス
- タス・エアウェイズ（U8）
- キプロス・エアウェイズ（英語版）（CY）

### アゼルバイジャン
- アゼルバイジャン航空（J2）
- シルクウェイ航空（ZP）
  - シルクウェイウエスト航空（7L）

### ジョージア
- ジョージアン・エアウェイズ（A9）
- ジョージアン・ウィングス（英語版）（D4）
- バニラ・スカイ航空（英語版）
- ゲオ・スカイ（英語版）（D4）
- マイウェイ航空（英語版）（MJ）
- ジョージアン・エアラインズ（GH）

### アルメニア
- アルメニア・エアウェイズ（英語版）（6A）
- シラク・アヴィア（英語版）（5G）
- アルメニアン・エアラインズ（JI）
- ノブエア（英語版）（NG）

## オセアニア

### オーストラリア
- カンタス航空（QF）
  - カンタスフレイト
  - カンタスリンク（QF）
  - ジェットスター航空（JQ）
  - エアノース（TL）
  - イースタン・オーストラリア航空（QF）
  - サンステート航空（英語版）（QF）
  - アライアンス航空（英語版）（QQ）
  - エクスプレス・フレイターズ（英語版）（QE）
- ヴァージン・オーストラリア（VA）
  - ヴァージンオーストラリア・リージョナル（XR）
- リージョナル・エクスプレス航空（英語版）（ZL）
- タスマニア航空（FO）
- フライペリカン（FP）
- エア・リンク（英語版）（LZ）
- シャープ・エアラインズ（英語版）（SH）
- リンク・エアウェイズ（英語版）（FC）
- スキッパーズ・アビエーション（英語版）（HK）
- スカイトランス航空（英語版）（QN）
- ヒンターランド・アビエーション（英語版）（OI）
- フライ・ティウィ（英語版）（FT）
- アビエアー（英語版）（GD）
  - ネクサス・エアラインズ（英語版）（CT）
- イースタン・エア・サービス（英語版）
- キングアイランド航空（英語版）
- MAFアーネムランド（英語版）
- チャートエア
- ムリン・エアウェイズ
- ノーザンテリトリー・エア・サービス
- スワン・リバー・シープレーンズ
- トール・アビエーション（TFX）
- タスマン・エアカーゴ（英語版）（HJ）
- ピオンエア・オーストラリア（英語版）（PH）

### ニュージーランド
- ニュージーランド航空（NZ）
- エア・チャタム（3C）
- グレノーキー航空
- ゴールデンベイ・エア（英語版）（G1）
- オリジンエア（英語版）（OG）
- サウンズエア（英語版）（S8）
- サンエアー（英語版）（ZU）
- スチュワート・アイランド・フライト（英語版）（WK）
- グレート・バリアー航空（英語版）（GBA）
- エア・ミルフォード
- アイランド・アビエーション
- パーセル・エア（英語版）（APK）
- テクセル・エア（英語版）（TNZ）

### クック諸島
- ラロトンガ航空（GZ）

### パプアニューギニア
- ニューギニア航空（PX）
- PNG航空（英語版）（CG）

### フィジー
- フィジー・エアウェイズ（FJ）
  - フィジー・リンク（英語版）（FJ）
- ノーザン・エア（英語版）（FJN）
- パシフィック・アイランド・エア（英語版）

### ソロモン諸島
- ソロモン航空（IE）

### バヌアツ
該当なし

### ニューカレドニア
- エアカラン（SB）
- エール・カレドニー（TY）
- エア・ロアイヨーテ（英語版）

### フランス領ポリネシア
- エア タヒチ ヌイ（TN）
- エアタヒチ（VT）
- エア・モアナ

### サモア
- サモア航空
- タロファ航空（英語版）（TA）

### トンガ
- ルルタイ航空（英語版）（L8）

### パラオ
該当なし

### ミクロネシア連邦
- パシフィック・ミッション・アビエーション（英語版）

### マーシャル諸島
- マーシャル諸島航空（CW）

### キリバス
- キリバス航空（ON）

### ナウル
- ナウル航空（ON）
  - ナウル航空カーゴ

### 北マリアナ諸島
- スターマリアナス航空（英語版）

### グアム
- アジア・パシフィック・エアラインズ（P9）

## 北中米

### アメリカ合衆国
- デルタ航空（DL）
  - デルタ・コネクション（DL）
- アメリカン航空（AA）
  - アメリカン・イーグル（ローカル担当）（MQ）
  - アメリカン航空シャトル（AA）（シャトル便担当）
- ユナイテッド航空（UA）
  - ユナイテッド・エクスプレス（ローカル担当）
- ボーイングビジネスジェット
- サウスウエスト航空（WN）
- ノースアメリカン航空（NA）
- スピリット航空（NK）
- ジェットブルー航空（B6）
- フロンティア航空（F9）
- アラスカ航空（AS）
  - ホライゾン航空（QX）
- ハワイアン航空（HA）
  - オハナ・バイ・ハワイアン（英語版）
- パシフィック・ウィングス（英語版）
- ケープエアー（9K）
  - ナンタケットエアラインズ（9K）
- ガルムストリーム・インターナショナル航空（3M）
- コミュート・エア（C5）
- アトランティック・サウスウエスト航空（EV）
- ゴージェット航空（G7）
- アレジアント・エア（G4）
- オムニエアインターナショナル（OY）
- シーニック航空（YR）
- シルバー・エアウェイズ（3M）
- ナショナル・エアラインズ（N8）
- ネットジェッツ（1I）
- ペンエア（7H）
- サンカントリー航空（SY）
- イリアムナ・エア・タクシー（V8）
- アメリスター（7Z）

#### 地域航空会社（大手より受託）
- リパブリック航空
- チャウタクア航空
- スカイウェスト航空（OO）
- PSA航空（OH）
- エア・ウィスコンシン（英語版）（ZW）
- ピードモント航空（PT）
- ピクナル航空（英語版）（9E）

#### 貨物航空会社
- アロハ・エアカーゴ（KH）
- フェデックス・エクスプレス（フェデラルエクスプレス）（FX）
- UPS航空（5X）
- ABXエア（GB）
- DHLアビエーション
- アトラス航空（5Y）
- ポーラーエアカーゴ（PO）
- カリッタ航空（K4）
- ウエスタン・グローバル・エアラインズ（KD）
- サザン・エア（9S）
- リンデン・エアカーゴ（L2）
- エア・カーゴ・キャリアーズ（英語版）（2Q）
- アメリフライト（英語版）
- アメリジェット・インターナショナル（M6）

### カナダ
- エア・カナダ（AC）
  - ジャズ航空（QK）
  - エア・カナダ ルージュ（RV）
- ウェストジェット（WS）
  - Swoop（WO）
- エア・トランサット（TS）
- サンウィング航空
- フレア航空
- ポーター航空（PD）
- エア・ノース（4N）
- カナディアンノース航空（5T）
- ファースト・エアー（7F）
- ベアスキン航空（JV）
- ケン・ボーレック・エア（4K）
- エア・イヌイット（3H）

### サンピエール島・ミクロン島
- エール・サン＝ピエール（PJ）

### メキシコ
- アエロメヒコ航空（AM）
  - アエロメヒコ・コネクト（5D）
  - アエロメクスプレス（QO）
  - アエロメヒコ・トラベル（AM）
- ボラリス（Y4）
- ビバアエロブス
- マグニチャーターズ
- インテルジェット（4O）
- マヤ・エア（7M）
- マスエア（M7）
- アエロマール（英語版）（VW）
- アエロナベスTSM（英語版）
- アエロユニオン（英語版）

### エルサルバドル
- アビアンカ・エルサルバドル（TA）
- VECAエアラインズ（VU）
- ボラリス・エルサルバドル（N3）

### コスタリカ
- サンサ航空（RZ）
- アビアンカ・コスタリカ（LR）
- エア・コスタリカ
- ボラリス・コスタリカ（Q6）
- スカイウェイ（LC）

### キューバ
- クバーナ航空（CU）
- アエロガビオータ

### パナマ
- コパ航空（CM）
- エア・パナマ
- DHL アエロ・エクスプレッソ（D5）
- ユニワールド・エア・カーゴ（U7）

### ケイマン諸島
- ケイマン航空（KX）

### タークス・カイコス諸島
- インターカリビアン航空（JY）
- カイコス・エクスプレス・エアウェイズ（9Q）

### バハマ
- バハマスエア（UP）
- アズテック・エアラインズ（AJ）
- ウェスタン・エア
- スカイバハマ・エアラインズ（Q7）
- サザン・エアチャーター（PL）
- パイナップル・エア

### トリニダード・トバゴ
- カリビアン航空（BW）

### ホンジュラス
- イージースカイ・エアラインズ
- アエロリエナス・ソーサ
- アビアンカ・ホンジュラス（WC）
- CMエアラインズ（CC）
- アヴィアタサ
- ラーンシャ・エアラインズ

### グアテマラ
- アビアンカ・グアテマラ（GU）
- TAGエアラインズ（5U）

### ニカラグア
- ラ・コステーニャ

### ドミニカ共和国
- ドミニカMerengue航空
- アエロ・ドムカ
- Flycana
- エア・センチュリー（Y2）
- リパブリック・フライト・ラインズ
- スカイ・ハイ

### ハイチ
- サンライズ・エアウェイズ（S6）

### ジャマイカ
- フライ・ジャマイカ（OJ）

### アンティグア・バーブーダ
- LIAT航空（LI）

### プエルトリコ
- エグゼクティブ航空
- エア・フラメンコ（F4）
- ビエケス・エア・リンク（V4）

### グアドループ
- エア・カライベス（TX）
- エア・アンティル（3S）

### アンギラ
- トランスアンギラ航空
- アンギラ・エア・サービス（Q3）

### ベリーズ
- マヤ・アイランド・エア（3M）
- トロピック・エア（9M）

### バミューダ
- ロングテール・アヴィエーション

### バルバドス
- レッド・ジェット

### オランダ領アンティル
- インセル・エア（7I）
- ウィンエア（WM）
- ディヴィ・ディヴィ・エア（3R）
- ジェットエア・カリビアン（4J）
- EZエア（7Z）

### セントビンセント・グレナディーン
- ワン・カリビアン（C0）

### アルバ
- アルバ・エアラインズ（AG）
- コムラックス・アルバ
- インセル・エア・アルバ
- HCX アヴィエーション AVV
- プライム・エイビエーション
- フライアルバ

### サン・バルテルミー
- セント・バース・コミューター（PV）

### モントセラト
- フライモントセラト（5M）

### アメリカ領ヴァージン諸島
- シーボーン・エアラインズ（BB）

### イギリス領ヴァージン諸島
- タロス・アヴィエーション
- ビヴィ・エアウェイズ（4V）
- VIエアリンク（V6）

## 南米

### コロンビア
- アビアンカ航空（AV）
  - アビアンカ・カーゴ
  - アビアンカ・エクスプレス
- クリック（VE）
- SATENA航空（9R）
- LATAM コロンビア（4C）
- ウィンゴ航空（P5）
- TACコロンビア（英語版）（TCC）
- パシフィカ航空
- ムーン・フライト
- アエルカリブ（英語版）（JK）
- アエロスクレ（英語版）（6C）

### エクアドル
- アビアンカ・エクアドル
- LATAM エクアドル（XL）
- アエロリージョナル（英語版）（6G）
- エメテべ・エアラインズ

### ペルー
- LATAM ペルー（LP）
- スターペルー航空（2I）
- スカイ航空・ペルー
- ATSA航空（4A）
- SAETA・ペルー
- エア・マジョロ

### ボリビア
- ボリビアーナ航空（OB）
- TAMep
- TAB
- エコジェット(航空会社)（英語版）（8J）

### ブラジル
- LATAM ブラジル（JJ）
  - LATAMカーゴ ブラジル
- ゴル航空（G3）
- アズールブラジル航空（AD）
  - アズールカーゴ
- ボエパス航空（英語版）（2Z）
- アバエテ・アヴィエーション（英語版）（E4）
- アプイ・タクシー・アエロ（英語版）（Q1）

### ウルグアイ
該当なし

### パラグアイ
- パランエア（英語版）（ZP）
- LATAM パラグアイ（英語版）（PZ）

### チリ
- LATAM チリ（LA）
  - LATAMカーゴ チリ（UC）
- スカイ航空（H2）
- ジェットスマート航空（JA）
- DAP航空（V5）
- ペウェン・チリ
- アエロコード

### アルゼンチン
- アルゼンチン航空（AR）
  - アルゼンチン航空カーゴ
- フライボンダイ
- LADE（5U）

### ベネズエラ
- コンビアサ航空（V0）
- アビオール・エアラインズ（9V）
- アエロポスタル・ベネズエラ（英語版）（CW）
- アルバトロス航空（英語版）（G0）
- エステラル航空（英語版）（ES）
- LASER航空（英語版）（QL）
- ルタカ航空（英語版）（5R）
- ターピアル航空（英語版）（T9）
- ベネゾラナ（英語版）（WW）
- ブルースター航空
- SASCA航空
- アエロカリブ

### ガイアナ
- トランスガイアナ航空（英語版）（TG）
- エア・サービス

### スリナム
- スリナム・エアウェイズ（RY）
- フライ・オールウェイズ（英語版）（8W）
- ガム・エア（英語版）（GUM）

### フランス領ギアナ
- ギアナ・エクスプレス・フライ

## ヨーロッパ

### イギリス
- ブリティッシュ・エアウェイズ（BA）
  - BAシティフライヤー（CJ）
- ヴァージン・アトランティック航空（VS）
- TUIエアウェイズ（BY）
- イージージェット（U2）
- Jet2.com（LS）
- ローガンエアー（LM）
- イースタン航空（英語版）（T3）
- シリー諸島スカイバス（IOS）
- ダイレクトフライト（英語版）（DCT）
- ヘブリディーズ・エア・サービス（英語版）（HBR）
- DHLエアUK（D0）
- ヨーロピアン・カーゴ（英語版）（SE）
- マグマ・アビエーション（英語版）（CC）
- ウエスト・アトランティック・UK（英語版）（5O）
- ネットワーク・アビエーション（CC）
- ワン・エア（HC）

### ガーンジー
- オーリニー・エア・サービス（英語版）（GR）
- ブルーアイランズ（英語版）（SI）

### フランス
- エールフランス（AF）
  - オップ!（A5）
  - トランサヴィア（HV）
  - エール・コルシカ（XK）
  - エールフランスカーゴ（AF）
- コルセール・インターナショナル（SS）
- フレンチ・ビー（BF）
- ラ・コンパニー（B0）
- シャレール航空（CE）
- ツインジェット（T7）
- APGエアラインズ（英語版）（GP）
- アメリア (航空会社)（フランス語版）（8R）
- フィニスト・エア（英語版）（FTR）
- オヤ・ヴァンデ・ヘリコプターズ
- ASL航空フランス（5O）
- CMA CGMエアカーゴ（英語版）（2C）

### モナコ
- モナクエア（英語版）（QM）

### ドイツ
- ルフトハンザ・ドイツ航空（LH）
  - ユーロウイングス（EW）
  - ディスカバー・エアラインズ（4Y）
  - ルフトハンザ・シティーライン（CL）
  - ルフトハンザ・リージョナル
  - ルフトハンザ・カーゴ（LH）
- コンドル航空（DE）
- TUIフライ・ドイッチュラント（X3）
- サンドエア（英語版）（SR）
- ライン＝ネッカー・エア（英語版）（M2）
- ジルト・エア（英語版）（7E）
- イーストフリジア航空サービス（英語版）
- フリジア航空輸送（英語版）
- DHLアビエーション（QY）
- アエロロジック（3S）

### イタリア
- ITAエアウェイズ（AZ）
- ネオス（NO）
- エア・ドロミティ（EN）
- アエロイタリア（英語版）（XZ）
- スカイアルプス（英語版）（BQ）
- アリダウニア（英語版）（D4）
- カーゴルックス・イタリア（C8）
- ポステ・エア・カーゴ（英語版）（M4）

### マルタ
- KMマルタ航空（KM）
- ユニバーサル・エア（英語版）（VO）
- ブリッジ・エア・カーゴ（5B）

### スペイン
- イベリア航空（IB）
  - イベリア・エクスプレス（I2）
  - エア・ノストラム（YW）
- エア・ヨーロッパ（UX）
- レベル（IB）
- ブエリング航空（VY）
- プラス・ウルトラ航空（PU）
- ボロテア（V7）
- カナリーフライ（PM）
- ビンター・カナリア（NT）
- イベロジェット（英語版）（E9）
- World2Fly（英語版）（2W）
- ヘリティ・コプター航空（英語版）（HY）
- スウィフトエア（W3）
- シグナスエア（英語版）（RGN）

### ポルトガル
- TAP ポルトガル航空（TP）
- ユーロアトランティック航空（英語版）（YU）
- セブンエア（英語版）（WV）
- SATAエア・アゾレス（英語版）（SP）

### アイルランド
- エアリンガス（EI）
  - エアリンガス・リージョナル
- ライアンエアー（FR）
- エアーアラン・アイランズ
- ASL航空アイルランド（英語版）（AG）

### オランダ
- KLMオランダ航空（KL）
  - KLMシティホッパー（WA）
  - トランサヴィア（HV）
  - マーティンエアー（MP）
  - KLMカーゴ（KL）
- TUIフライ・ネーデルラント（OR）
- コレンドン・ダッチ航空（CD）
- AISエアラインズ（英語版）（PNX）

### ベルギー
- ブリュッセル航空（SN）
- TUIフライ・ベルギー（TB）
- ASL航空ベルギー（3V）
- エア・ベルギー（KF）

### ルクセンブルク
- ルクスエア（LG）
- カーゴルックス航空（CV）

### オーストリア
- オーストリア航空（OS）
- イージージェット・ヨーロッパ（EC）
- ピープルズ（英語版）（PE）

### スイス
- スイスインターナショナルエアラインズ（LX）
  - エーデルワイス航空（WK）
- イージージェット・スイス（DS）
- ヘルヴェティック・エアウェイズ（2L）
- チェア・エアラインズ（英語版）（GM）

### デンマーク、スウェーデン、ノルウェーの3カ国共同
- スカンジナビア航空（SK）
  - スカンジナビア航空コネクト（英語版）（SL）

### ノルウェー
- ノルウェー・エアシャトル（DY）
- ヴィデロー航空（WF）
- ノースアトランティック航空（NBT）
- ルフトトランスポート（英語版）（L5）

### スウェーデン
- TUIフライ・ノルディック（6B）
- ブラーテンズ・リージョナル航空（英語版）（DC）
- アマポーラ・フリーグ（英語版）（HP）
- ジョンエア（英語版）（JON）
- ベストフリーグ（OJ）
- フィスクフリーグ

### デンマーク
- ダニッシュ・エア・トランスポート（英語版）（DX）
- アルジー・エクスプレス（英語版）（6I）
- サン・エア（英語版）（EZ）
- コペンハーゲン・エアタクシー（英語版）（CAT）
- ノルディック・シープレーンズ（英語版）
- スターリング・エア
- Maersk Air Cargo（DJ）

### フェロー諸島
- アトランティック・エアウェイズ（RC）

### グリーンランド
- エア・グリーンランド（GL）

### フィンランド
- フィンエアー（AY）
- ノルディック・リージョナル・エアラインズ（N7）

### アイスランド
- アイスランド航空（FI）
- プレイ（英語版）（OG）
- ノーランドエア（FNA）
- イーグル・エア（FEI）

### ギリシャ
- エーゲ航空（A3）
  - オリンピック航空（OA）
- ブルーバード航空（英語版）（BZ）
- ルミウィングス（英語版）（L9）
- スカイ・エクスプレス（英語版）（GQ）
- フライホッパー
- スウィフトエア・ヘラス（MDA）

### アルバニア
- エア・アルバニア（ZB）

### スロベニア
現存せず

### クロアチア
- クロアチア航空（OU）
- トレード・エア（英語版）（C3）

### ボスニア・ヘルツェゴビナ
現存せず

### セルビア
- エア・セルビア（JU）

### モンテネグロ
- エア・モンテネグロ（英語版）（4O）

### コソボ
- エア・プリシュティナ

### 北マケドニア
現存せず

### ブルガリア
- ブルガリア航空（FB）
- カーゴエア（英語版）（CGF）
- コンパス・カーゴ・エアラインズ（英語版）（HQ）

### ルーマニア
- タロム航空（RO）
- ダン・エア（英語版）（DN）
- フライ・リリ（英語版）（FL）
- アニマウィングス（英語版）（A2）
- ビース・エアラインズ（E2）
- ROMカーゴ・エアラインズ（NJ）

### モルドバ
- フライワン（5F）
- ハイスカイ（英語版）（H4）
- アエロトランスカーゴ（英語版）（F5）

### チェコ
- チェコ航空（OK）
- スマートウィングス（QS）

### スロバキア
現存せず

### ハンガリー
- ウィズエアー（W6）
- アエロエクスプレス・リージョナル（RP）

### ポーランド
- LOTポーランド航空（LO）
- エンター・エア（英語版）（E4）
- スカイタクシー（英語版）（TE）

### エストニア
- ニクスエア（英語版）（OJ）
- ダイアモンド・スカイ（DMS）
- エアエスト（AEG）

### ラトビア
- エア・バルティック（BT）

### リトアニア
現存せず

### ロシア
- アエロフロート・ロシア航空（SU）
  - ロシア航空（FV）
  - ポベーダ（DP）
  - オーロラ（HZ）
    - タイガ・エア（TGA）
    - チュコタヴィア（英語版）（ADZ）
    - ハバロフスク航空（英語版）（KHF）
    - ペトロパブロフスク・カムチャツキー航空（英語版）（PTK）
- S7航空（S7）
- ウラル航空（U6）
- UTエアー（UT）
- ヤマル航空（YC）
- レッドウィングス航空（WZ）
  - スマータヴィア（5N）
- ヤクーツク航空（R3）
  - ポーラーエアラインズ（PI）
- アジムート航空（A4）
- ノードウィンド航空（N4）
- ノルドスター航空（Y7）
- イル・アエロ（IO）
- アルロサ航空（6R）
- アズール・エア（ZF）
- アイフライ（英語版）（EO）
- アンガラ航空（2G）
- ラスライン（英語版）（7R）
- UVTアエロ（RT）
- イザヴィア（英語版）（IS）
- コミアビアトランス（英語版）（KO）
- コストロマ航空（ロシア語版）（KMW）
- クラスアビア（英語版）（KI）
- セヴェルスターリ航空（英語版）（D2）
- ヴォログダ・エア（英語版）（VGV）
- アヴィアサービス（ロシア語版）
- シラ・アヴィア（英語版）
- 第二アルハンゲリスク連合航空（英語版）
- ナリヤン・マル連合航空（ロシア語版）
- ビチャズ・アエロ
- ニジネヴァルトフスク・アヴィア
- ヴォルガ・ドニエプル航空（VI）
- アヴィアスタル-TU（4B）
- Eカーゴ・エアラインズ（RF）

### ベラルーシ
- ベラヴィア（B2）
- トランス・アビア・エクスポート航空（英語版）（AL）

### ウクライナ
- ウクライナ国際航空（PS）
- スカイアップ航空（PQ）
- モーター・シッチ航空（英語版）（M9）
- ウィンドローズ航空（英語版）（7W）

## アフリカ

### エジプト
- エジプト航空（MS）
  - エジプト航空カーゴ（MS）
- カイロ航空（SM）
- エア・アラビア・エジプト（英語版）（E5）
- アル・マスリア・ユニバーサル航空（英語版）（UJ）
- レッド・シー航空（英語版）（4S）
- フライエジプト（英語版）（FT）
- ネスマ航空（英語版）（NE）
- ナイル・エア（英語版）（NP）

### リビア
- リビア航空（LN）
- アフリキヤ航空（8U）
- ブラク航空（UZ）
- リビアン・ウィングス（英語版）（YL）
- ガダミス・エア（英語版）（NJ）
- グローバル・エア（英語版）（5S）
- ベルニク航空（スペイン語版）（NB）
- クラウン航空（FQ）
- フライOYA（YI）
- メッドスカイ航空（BM）

### チュニジア
- チュニスエア（TU）
  - チュニスエア・エクスプレス（UG）
- ヌーベルエア（英語版）（BJ）

### アルジェリア
- アルジェリア航空（AH）
- タッシリ航空（英語版）（SF）

### モロッコ
- ロイヤル・エア・モロッコ（AT）
  - ロイヤル・エア・モロッコカーゴ
- エア・アラビア・モロッコ（3O）

### スーダン
- スーダン航空 （SD）
- バドル航空（英語版）（J4）
- タルコ航空（英語版）（3T）

### モーリタニア
- モーリタニア航空インターナショナル（M6）

### マリ
- スカイ・マリ（英語版）（ML）

### ブルキナファソ
- エール・ブルキナ（2J）
- カンガラ・エア・エキスプレス（KAE）

### ニジェール
- ニジェール航空（6N）

### チャド
該当なし

### カーボベルデ
- カーボベルデ航空（英語版）（VR）

### セネガル
- エア・セネガル（V7）
- グループ・トランスエアー（R2）

### ガンビア
該当なし

### コートジボワール
- エール・コートジボワール（VU）

### ガーナ
- アフリカ・ワールド航空（AW）
- パッションエア（英語版）（OP）
- エア・ガーナ（英語版）（GHN）

### トーゴ
- ASKY航空（KP）

### ベナン
- ベナン航空（ABT）

### ナイジェリア
- アリクエア（W3）
- エアロ・コントラクターズ（N2）
- ダナ・エア（9J）
- マックス・エア（VM）
- エア・ピース（英語版）（P4）
- グリーン・アフリカ航空（英語版）（Q9）
- アイボム・エア（英語版）（QI）
- オーバーランド航空（英語版）（OF）
- バリュージェット（英語版）（VK）
- ユナイテッド・ナイジェリア航空（英語版）（U5）
- NGイーグル（2N）
- ラノ・エアー（R4）
- アライド・エア（4W）

### カメルーン
- カメルーン航空（UY）

### 赤道ギニア
- CEIBAインターコンチネンタル（C2）
- クロノス航空（C8）

### サントメ・プリンシペ
- STP航空（8F）

### ガボン
- アフリジェット（英語版）（J7）
- ソレンタ・アビエーション・ガボン（英語版）（SVG）

### コンゴ共和国
- エクアトリアル・コンゴ・エアラインズ（LC）
- カナディアン・エアウェイズ・コンゴ（英語版）（TWC）
- トランスエア・コンゴ（英語版）（Q8）
- アフリカ・エアラインズ（AAT）

### コンゴ民主共和国
- エア・カサイ
- コンゴ・エアウェイズ（8Z）
- コンパニー・アフリケーヌ・ダビアシオン（英語版）（BU）
  - CAAカーゴ
- ビジービー・コンゴ（英語版）
- キン・アヴィア
- エアファスト・コンゴ
- イトゥリ・エア
- サーブ・エア・カーゴ（イタリア語版）

### エチオピア
- エチオピア航空（ET）
  - エチオピア航空カーゴ（ET）

### エリトリア
該当なし

### ジブチ
- エール・ジブチ（DJ）
- ダーロ航空（D3）

### ソマリランド
- ダルマー・エア

### ソマリア
- ジュバ航空（3J）
- サラームエア・エクスプレス（SLM）
- プレミア航空
- ダーロ航空
- ハッラ航空
- マンディーク・エア
- サーシッド航空
- ソムエクスプレス航空
- スター航空
- スタースカイ航空

### 南スーダン
- シティリンク・アフリカ航空

### ケニア
- ケニア航空（KQ）
  - ジャンボジェット（JM）
  - ケニア航空カーゴ
- アフリカンエクスプレス航空（XU）
- エアケニア・エクスプレス（英語版）（P2）
- フリーダム・エアライン・エクスプレス（英語版）（4F）
- スカイワード・エクスプレス（英語版）（OW）
- サファリリンク（英語版）（F2）
- レネゲード・エア（英語版）（RNG）
- モンバサ・エアサファリ（英語版）（RRV）
- アイフライ・エア（IFY）
- フライALS
- フライ24・エア・サービス
- アストラル・アビエーション（英語版）（8V）

### タンザニア
- エア・タンザニア（英語版）（TC）
  - エア・タンザニアカーゴ
- プレシジョンエア（PW）
- オーリック・エア（英語版）（UI）
- コースタル航空（英語版）（CQ）
- フライトリンク（英語版）（YS）
- リージョナル・エア（英語版）（8N）
- エア・エクセル（英語版）（XLL）
- アズサラーム・エア（英語版）
- グルメティ・エア
- サファリ・エア・リンク
- ユニティ・エア・ザンジバル

### ウガンダ
- ウガンダ航空（英語版）（UR）
- アエロリンク・ウガンダ（英語版）（A8）
- BARアビエーション・ウガンダ（英語版）（HE）
- イーグル・エア (ウガンダ)（H7）

### ルワンダ
- ルワンダ航空（WB）
  - ルワンダ航空カーゴ

### ブルンジ
該当なし

### マラウイ
- マラウイアン航空（3W）
- ニャサエクスプレス（英語版）（NYS）

### モザンビーク
- LAMモザンビーク航空（TM）

### ザンビア
- ザンビア・エアウェイズ（英語版）（ZN）
- プロフライト・ザンビア（英語版）（P0）

### セーシェル
- セーシェル航空（HM）

### モーリシャス
- モーリシャス航空（MK）

### マダガスカル
- マダガスカル航空（MD）

### コモロ
- アール・コモル

### レユニオン
- エール・オーストラル（UU）

### アンゴラ
- TAAGアンゴラ航空（DT）
  - TAAGカーゴ
- フライアンゴラ（英語版）（EQ）

### ナミビア
- フライナミビア（英語版）（WV）

### ジンバブエ
- エア・ジンバブエ（UM）
- ファストジェット・ジンバブエ（英語版）（FN）

### ボツワナ
- エア・ボツワナ（BT）
- マクドナルド・エア（英語版）（MKB）

### 南アフリカ共和国
- 南アフリカ航空（SA）
- エアリンク（4Z）
- セムエア―（英語版）（5Z）
- フライサファイア（英語版）（FA）
- リフト（航空会社）（英語版）（GE）